# كوينتون فورتشن
كوينتون فورتشن (بالإنجليزية: Quinton Fortune)‏، من مواليد 21 مايو 1977 في كيب تاون في جنوب أفريقيا، لاعب كرة قدم جنوب أفريقي سابق.
بدأ مسيرته الكروية مع نادي مايوركا الإسباني في موسم 1995/1996، وشارك معهم في 8 مباريات وسجل هدف واحد، وفي موسم 1996/1997 انتقل إلى نادي أتلتيكو مدريد الإسباني، ولعب معهم مباراتين، وفي عام 1996 انتقل إلى رديف أتلتيكو مدريد الإسباني، ولعب معهم حتى عام 1998، وشارك معهم في 61 مباراة وسجل 3 أهداف، وفي موسم 1998/1999 انتقل إلى نادي أتلتيكو مدريد الإسباني، ولعب معهم مباراتين، وفي موسم 1998/1999 لعب مع رديف أتلتيكو مدريد الإسباني، وشارك معهم في 20 مباراة وسجل 4 أهداف، وفي عام 1999 انتقل إلى نادي مانشستر يونايتد الإنجليزي، ولعب معهم حتى عام 2006، وشارك معهم في 76 مباراة وسجل 5 أهداف، ومنذ عام 2006 وهو يلعب مع نادي بولتون واندررز الإنجليزي.
وقد بدأ باللعب مع منتخب جنوب أفريقيا لكرة القدم في عام 1996.

## مسيرته الكروية
لعب كوينتون فورتشن خلال مسيرته الاحترافية مع 9 أندية في ثمانية عشر موسمًا وسجل خلالها 9 أهداف ضمن 170 مباراة. حيث فاز في موسمين بالكأس وفي أربعة مواسم بالدوري.
خاض كوينتون فورتشن مسيرته مع نادي توتنهام هوتسبير في موسم 1994–95 لمدة موسم واحد، لم يشارك في أي مباراة ولم يسجل أي هدف. ثم انتقل إلى نادي أتلتيكو مدريد في موسم 1995–96 في المرة الأولى ولمدة موسمين ثم في موسم 1998–99 لمدة موسم واحد، حيث شارك طوالها في 6 مباريات ولم يسجل أي هدف أيضًا. لينتقل بعدها إلى نادي أتلتيكو مدريد ب في موسم 1996–97 ولمدة موسمين، مشاركًا في 61 مباراة سجل خلالها 3 أهداف. ثم انتقل إلى نادي مانشستر يونايتد في موسم 1999–00 ليلعب معه سبعة مواسم، مشاركًا في 73 مباراة سجل خلالها 5 أهداف. هذا وانتقل لاحقًا إلى نادي بولتون واندررز في موسم 2006–07 لمدة موسم واحد، مشاركًا في 6 مباريات ولم يسجل أي هدف. ثم انتقل بعدها إلى Royale Union Tubize-Braine ‏ في موسم 2008–09 لمدة موسم واحد، مشاركًا في 9 مباريات ولم يسجل أي هدف أيضًا. ليعود وينتقل من جديد، لكن هذه المرة إلى نادي دونكاستر روفرز في موسم 2009–10 لمدة موسم واحد، مشاركًا في 6 مباريات سجل خلالها هدفًا واحدًا.

## روابط خارجية
- كوينتون فورتشن على موقع الاتحاد الدولي (مؤرشف)  (الإنجليزية)
- كوينتون فورتشن على موقع قاعدة بيانات كرة القدم.إي يو (الإنجليزية)
- كوينتون فورتشن على موقع ناشيونال فوتبول تيمز (الإنجليزية)
- كوينتون فورتشن على موقع Soccerbase.com (لاعب) (الإنجليزية)
- كوينتون فورتشن على موقع عالم كرة القدم.نت (الإنجليزية)
- كوينتون فورتشن على موقع كووورة
- كوينتون فورتشن على موقع أوليمبيديا (الإنجليزية)